# عجرفة ذكورية
العجرفة الذكورية (بالإنجليزية: Mansplaining)‏ هو مصطلح ازدرائي يصف الرجل حينما يعلّق أو يشرح شيئاً ما لامرأة بطريقة فيها تعالٍ وثقة زائدة، ويكون هذا الشرح غالباً غير دقيق أو شديد التبسيط. تَرجع المؤلفة ريبيكا سولنِت هذه الظاهرة إلى مزيج من "الثقة الزائدة والجهالة" ، أما الكاتبة ليلي روثمان فعرّفتها في صحيفة ذا أتلانتيك بأنها "شرح بلا اعتبار لكون المشروح له يعلم أكثر من الشارح، وغالباً ما تكون جهته من رجل إلى امرأة".
كان الاستخدام الأصلي للمصطلح يميزه عن غيره من أصناف التعالي بالقول إنه نابع من افتراض أن "الرجال على الأرجح أعلم من النساء" ، غير أن استخدام المصطلح اتسع لاحقاً لينطبق على أي رجل يشرح أي شيء لأي أحد بنبرة متعالية، بغض النظر عن عمر المشروح له أو جنسه. في عام 2010، اختارت صحيفة نيويورك تايمز الكلمة على أنها "كلمة العام". واعتبرت جمعية اللهجات الأمريكية كلمة Mansplaining الكلمة الجديدة "الأكثر إبداعاً" في عام 2012.

## أصل المصطلح

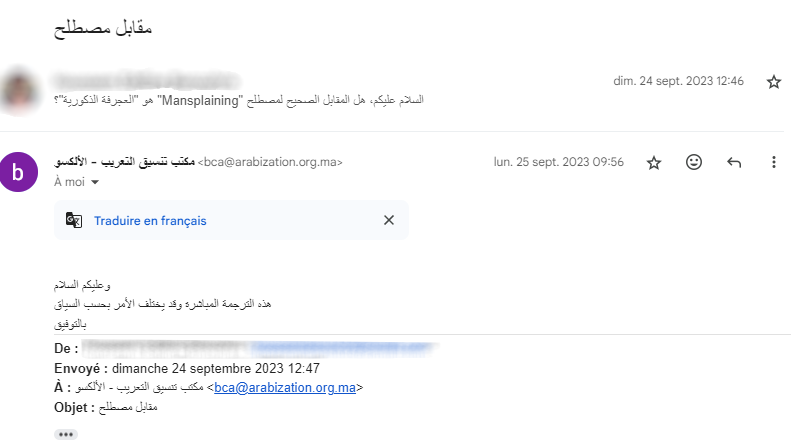
رد مكتب تنسيق التعريب على سؤال حول مصطلح "العجرفة الذكورية" بأنه الترجمة المباشرة للمفردة الأجنبية، وبأن الأمر قد يختلف حسب السياق.

استوحي مصطلح Mansplaining من مقال لريبيكا سولنت نشرته على موقع TomDispatch.com بعنوان "الرجال يشرحون لي الأشياء: حقائق لم تمنعهم من ذلك"، وذلك في 13 نيسان/أبريل من العام 2008. روت ريبيكا في المقال قصتها مع رجل التقت به في حفلة وأخبرها أنه سمع أنها أصدرت عدداً من الكتب، فبدأت ريبيكا تتحدث عن أحدث كتبها، الذي كان عن العالم البريطاني إدوارد موبيريدج، فقاطعها الرجل مباشرة وسألها "أسمعت عن كتاب هام جداً عن العالم البريطاني إدوارد موبيريدج صدر هذا العام"، غير آخذ في الحسبان أنها قد تكون مؤلفة الكتاب (وقد كانت بالفعل). لم تستخدم سولنت مصطلح الفسرجة في مقالتها، لكنها وصفت الظاهرة بأنها "شيء تعرفه كل امرأة".
بعد شهر ظهرت الكلمة في تعليق على لايف جورنال (إحدى خدمات الشبكات الاجتماعية)،  ثم أصبح المصطلح شائعاً بين المدوِّنات النِسْويات، ثم عمّ. أضيفت الكلمة عام 2014 إلى قواميس أكسفورد على الإنترنت.
نشرت سولنت لاحقاً مجموعة من 7 مقالات حول مواضيع مماثلة بعنوان "الرجال يشرحون الأشياء لي" عام 2014، وكتبت في المقالة التي بالعنوان نفسه أن النساء ولو كن مهنيات أو خبيرات فإنه يُنظر إليهن أو يعاملن بانتظام على أنهن أقل مصداقية من الرجال، وأن أفكارهن أو حتى شهاداتهن القانونية ترفض ما لم يقرها رجل في بعض البلدان. وتابعت سولنت بأن هذا أحد أعراض ظاهرة منتشرة "تمنع النساء من رفع أصواتهن وتمنعهن من أن يُسمَعن لو تجرأن على ذلك، وتكمّ أفواه الشابات بإفهامهن أن هذا العالم ليس عالمهنّ، بالطريقة ذاتها المتبعة في التحرش في الطرقات". وأردفت بالقول إن هذه الظاهرة "تحجّم النساء في قالب من الشك بالذات والتقييد الذاتي، وتمارس عليهن في الوقت نفسه ثقة الرجال المفرطة".
في 2018، أفادت سولنت في أثناء محاضرة لها في بيركلي، كاليفورنيا، بقولها "ينسب إليّ خطأ سك مصطلح الفسرجة. لقد كان المصطلح كلمة العام في نيويورك تايمز عام 2010. لست أنا من سك تلك الكلمة، بل إنني كنت مترددة حيالها بعض الشيء لأنها بدت أكثر إدانة للذكور مما أردت".

## الاستعمال
استخدم الصحفيون المصطلح عام 2012 لوصف كل من المرشح الرئاسي الجمهوري ميت رومني،  والرئيس الأمريكي دونالد ترامب،  وريك بيري حاكم ولاية تكساس  ولورانس أودونيل مقدم البرامج في قناة MSNBC  وشخصيات مختلفة في المسلسل الدرامي غرفة الأخبار من إنتاج HBO،  ورئيس الوزراء الأسترالي مالكولم تورنبول،  والممثل مات ديمون،  والناشط في مجال حقوق المستهلك رالف نادر. في شباط/فبراير 2016، أثار هذا المصطلح جدلاً بين عضوين في لجنة مجلس الشيوخ الأسترالي عندما قالت عضوة حزب العمال الأسترالي كيتي غالاغر لوزير الاتصالات ميتش فيفيلد: "أنا أعشق الفسرجة وأستمتع بها".

## الانتقادات
عارض طاقم الأخبار في إذاعة مينيسوتا العامة فائدة المصطلح. ونظراً لطبيعة المصطلح الجندرية ومدلوله السلبي، وصفته الناشطة ليزلي كينزل بأن الانحياز متأصل فيه وبأنه ماهويّ وإقصائي ومزدوج المعايير. وفي مقال نشرته واشنطن بوست عام 2016، كتبت الصحفية الأمريكية كاثي يونغ أن مصطلح الفسرجة ما هو إلا واحد من العديد من المصطلحات التي تلصق لفظ "رجل" بكلمة لتصوغ منه تعبيراً مهيناً، وأنه جزء من "الحلقة المستمرة من كره الرجال". وكتبت ميغان دوم في مقال نشرته في لوس أنجلوس تايمز عام 2015 أن "العالم طافح بالخبراء الثرثارين الذين عينوا أنفسهم خبراء دون أن يعينهم أحد، وإن إلصاق هذه الصفات بالرجال دون النساء ليس انحيازاً جنسياً وحسب، لكنه أيضاً يسمّي بلامبالاة كل ما يقوله الرجال فسرجة". وفي 2014، صرّحت سولنت نفسها بأن لديها شكوكاً حول هذا المصطلح، قائلة: "تثقل علي فكرة أن الرجال بطبيعتهم معيبون بهذه الطريقة، وأفضل من ذلك أن نقول إن بعض الرجال يشرحون أموراً لا ينبغي لهم شرحها، ولا يستمعون إلى أمور ينبغي لهم الاستماع إليها". عندما أصبحت الكلمة أكثر شيوعاً، اشتكى العديد من المعلقين من أن استخدام الكلمة في غير موضعها قد ميع معناها الأصلي. وكتب كل من جوشوا سيلي-هارينغتون وتوم ماكلولين في صحيفة The Globe and Mail أن المصطلح أضحى يستخدم في مغالطة الشخصنة لإسكات الآخر وإنهاء النقاش.

## روابط خارجية
- ريبيكا سولنيت، الرجال يشرحون لي الأشياء؛ حقائق لم تمنعهم من ذلك ، 13 نيسان 2008
- لارا رذرفورد موريسون، 6 أشكال خفية من التفسيرات التي تواجهها النساء كل يوم، 19 كانون الثاني 2016